# Quintette no 4 de Milhaud
Pour les articles homonymes, voir Quintette à cordes (homonymie).
Le Quintette no 4, op. 350, est une œuvre de musique de chambre pour quintette à cordes de Darius Milhaud composée en 1956.

## Présentation
Quatrième partition pour quintette de Milhaud, le Quintette no 4 est écrit pour un quintette à cordes constitué de deux violons, un alto et deux violoncelles. Il est composé en janvier 1956 à Paris,,.
L'œuvre, au « caractère expressif [...] intense », est dédiée à la mémoire d'Arthur Honegger — mort en novembre 1955 — et créée à Bruxelles, à l'Institut national de radiodiffusion, le 29 février 1956, par l'orchestre à cordes de l'INR dirigé par Franz André.

## Structure
Le Quintette no 4, d'une durée moyenne d'exécution de vingt minutes environ, est constitué de quatre mouvements qui portent, « à la manière du XVIIe siècle », des sous-titres,, :
1. « Déploration sur la mort d'un ami », Très modéré ;
2. « Souvenirs de jeunesse », Animé ;
3. « La douceur d'une longue amitié », Assez lent ;
4. « Hymne de louanges », Animé.

Pour Paul Collaer, « très belle, sans emphase ni dramatisation, l'expression est sobre et l'audition de cet ouvrage ne manque jamais d'être impressionnante ».
La partition est publiée par Heugel,. Dans le catalogue des œuvres de Darius Milhaud, le Quintette porte le numéro d'opus 350,.